# Olanzapina
L'olanzapina è stata il terzo antipsicotico atipico approvato dall'FDA; è strutturalmente simile alla clozapina, ed è classificata come tienobenzodiazepina.
È approvato per il trattamento della schizofrenia e degli episodi di mania acuta associati al disturbo bipolare.
Prodotto e distribuito dalla casa farmaceutica Eli Lilly come Zyprexa, è disponibile in compresse rivestite. Nel 2004 è stata introdotta la forma iniettabile per uso intramuscolare da 10 mg, utile per il trattamento d'urgenza dell'agitazione psicomotoria in crisi maniacali e pazienti schizofrenici.
Seppur non esplicitamente approvata per questo scopo, olanzapina viene utilizzata come stabilizzatore nel disturbo bipolare, per prevenire le ricadute di episodi maniacali ma anche di quelli depressivi. Viene talvolta impiegata come adiuvante nella terapia dell'anoressia nervosa, anche per la sua capacità di stimolare l'appetito e indurre aumento di peso.
Studi minori suggeriscono una certa efficacia di olanzapina nel trattamento di alcuni disturbi di origine ansiosa, come il disturbo da attacchi di panico e il disturbo d'ansia generalizzato. È ad oggi considerato un trattamento di seconda linea per via di effetti avversi potenzialmente anche gravi.

## Farmacocinetica

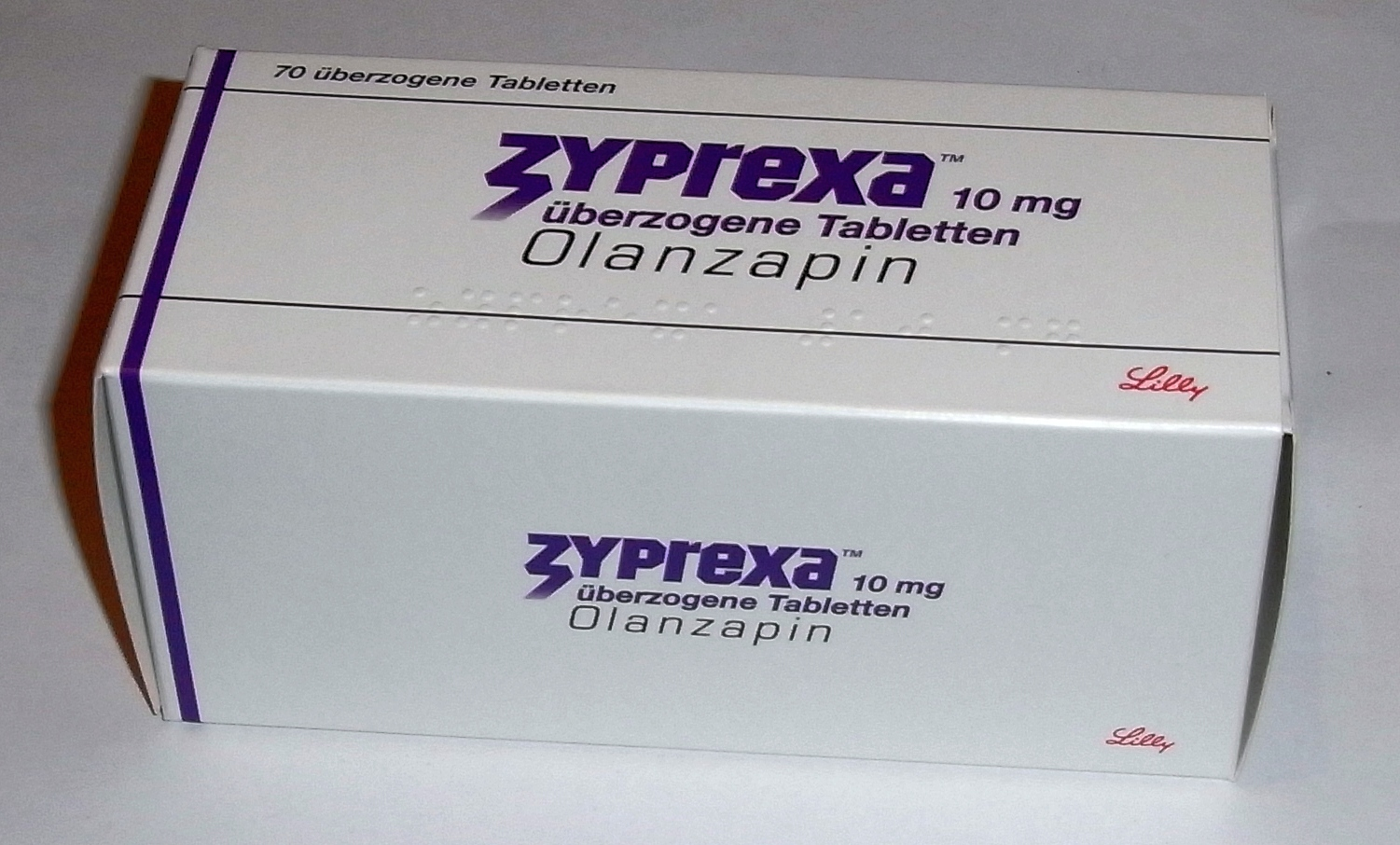
Zyprexa

L'olanzapina ha una cinetica lineare. La sua emivita di eliminazione varia da 21 a 54 ore. Livelli plasmatici costanti si raggiungono in circa una settimana di trattamento. La biodisponibilità di olanzapina non è influenzata dalla concomitante assunzione di cibi.
L'olanzapina è metabolizzata dagli isoenzimi 1A2 e in misura minore 2D6 del sistema del citocromo P450. Il metabolismo del farmaco può essere aumentato o ridotto da sostanze che inducono (es. il fumo di sigaretta) o inibiscono (es. ciprofloxacina e fluvoxamina) l'attività del CYP1A2.

## Farmacodinamica
L'olanzapina ha un'alta affinità per i recettori della dopamina e della serotonina e si lega ai seguenti recettori esercitando un'azione antagonista/agonista inversa:
- dopamina D1: 31
- dopamina D2: 11
- dopamina D4: 27
- serotonina 5-HT2A: 4
- serotonina 5-HT2C: 11
- serotonina 5-HT3: 57
- muscarinic M1: 26
- adrenergic alpha1: 19
- istamine H1: 7

Come la maggior parte degli antipsicotici atipici, rispetto agli antipsicotici tradizionali ha una bassa affinità per i recettori dell'istamina, il recettore muscarinico dell'acetilcolina e per i recettori alfa-adrenergici, ed ha una maggiore affinità per i recettori serotoninergici 2A su cui agisce come antagonista piuttosto che per i dopaminergici. Ciò potrebbe contribuire alla minore incidenza di effetti collaterali di tipo extrapiramidale rispetto ai farmaci tipici.
Seppur basso, l'antagonismo per i recettori muscarinici, istaminici e alfa-adrenergici probabilmente spiega gli effetti collaterali anticolinergici, l'aumento di peso, la sedazione e l'ipotensione ortostatica.

## Impiego clinico
Le indicazioni approvate dell'olanzapina sono il trattamento della schizofrenia ed il trattamento dell'episodio di mania da moderato a grave. Nei pazienti in cui l'episodio maniacale ha risposto al trattamento con olanzapina, l'olanzapina è indicata per la prevenzione dei nuovi episodi di malattia in pazienti con disturbo bipolare.

## Effetti collaterali
Secchezza delle fauci, confusione, sedazione, sonnolenza, ipotensione ortostatica, acatisia, aumento di peso.
L'olanzapina in alcuni casi, anche se con basse percentuali, ha causato sintomi extrapiramidali (es. parkinsonismo, acatisia, tremore), discinesia tardiva e sindrome neurolettica maligna, seppur con un'incidenza e gravità notevolmente ridotte rispetto agli antipsicotici tradizionali come le fenotiazine e i butirrofenoni.
L'FDA ha recentemente imposto di riportare sul foglietto illustrativo avvisi riguardo al rischio di iperglicemia e diabete con gli antipsicotici atipici. Sono stati riportati alcuni casi di ketoacidosi diabetica. Alcuni studi mostrano come questa classe di farmaci possa diminuire la sensibilità all'insulina. In aggiunta l'aumento dei livelli di trigliceridi può essere un problema legato all'assunzione degli antipsicotici atipici.
Il Committee for the Safety of Medicines britannico ha recentemente messo in guardia sul potenziale aumento di rischio di accidenti cerebrovascolari in pazienti affetti da Alzheimer per aripiprazolo, clozapina, olanzapina, quetiapina, risperidone, suggerendo di non somministrare questi antipsicotici atipici in pazienti anziani. In pratica, tale avvertenza, è presente per tutti i farmaci atipici.
Talune ricerche scientifiche hanno concluso che l'utilizzo di neurolettici potrebbe provocare una ridotta ma significativa perdita di materia grigia, comunque maggiore nei pazienti trattati con quelli tipici rispetto a quelli trattati con gli atipici. In tali studi, la riduzione di materia grigia risulta direttamente proporzionale all'assunzione di neurolettici, e anche l'Olanzapina tra questi. Tuttavia, altre ricerche contestano tali risultati come circostanziali - sebbene statisticamente notevoli - non essendo possibile distinguere gli effetti della patologia sottostante da quelli del farmaco prescritto, non essendo disponibile un gruppo di controllo affetto dalla patologia ma non trattato dal farmaco, ed essendo alcuni soggetti diagnosticati in età avanzata e non trattati precedentemente soggetti a effetti comparabili.
A causa di questi effetti indesiderati, l'utilizzo di antipsicotici è indicato solo nei casi strettamente necessari.

## Overdose
I sintomi di un'intossicazione acuta includono tachicardia, agitazione, disartria, perdita di conoscenza e coma. Sono riportati esiti fatali per overdose acute da 450 mg, ma anche sopravvivenza dopo overdose di 1500 mg.

## Avvertenze
L'olanzapina non è raccomandata per trattare i comportamenti psicotici nel malato di Parkinson: in studi clinici, l'olanzapina non è risultata più efficace del placebo nel migliorare la sintomatologia psicotica; nei pazienti trattati con olanzapina è risultato maggiore il peggioramento del Parkinson e più frequente la manifestazione di allucinazioni. Inoltre il farmaco tende ad influire negativamente sui sintomi motori del Parkinson. Per quanto riguarda invece il rischio di indurre parkinsonismo associato ai farmaci antipsicotici di seconda generazione, in uno studio recente in cui l'olanzapina è stata confrontata con risperidone e quetiapina, non sono emerse differenze significative fra i tre farmaci.
L'olanzapina tra tutti i farmaci di seconda generazione è quello che ha la più alta incidenza di disturbi metabolici, rischio di diabete, aumento di peso.
L'olanzapina come tutti i farmaci antipsicotici, può ridurre la soglia convulsivante e favorire, di conseguenza, manifestazioni di tipo epilettico, in particolare nei pazienti con anamnesi per convulsioni o a rischio di convulsioni.
Nei pazienti con ipotensione ortostatica o a rischio di ipotensione ortostatica per malattie cardiovascolari, cerebrovascolari, ipovolemia, disidratazione, la somministrazione di olanzapina può aumentare l'incidenza di ipotensione ortostatica favorendo il rischio di caduta accidentale.
Nei pazienti a rischio di prolungamento dell'intervallo QT (uso di farmaci noti per prolungare l'intervallo QT, sindrome congenita del QT lungo, squilibri elettrolitici, malattie cardiache), la somministrazione dell'antipsicotico potrebbe avere un effetto additivo. L'olanzapina infatti, seppure raramente, è stata associata a prolungamento dell'intervallo QT. L'effetto sembrerebbe dose-dipendente e maggiore nelle donne rispetto agli uomini.
Come altri antipsicotici può causare inoltre, dopo un lungo trattamento ad alte dosi, la discinesia tardiva e la sindrome neurolettica maligna.

## Controversie legali
Secondo un articolo del New York Times pubblicato il 17 dicembre 2006, la "Eli Lilly ha condotto un decennale sforzo di minimizzare i rischi alla salute di Zyprexa, il suo farmaco best seller usato per la schizofrenia. Nascondendo centinaia di documenti interni Lilly e messaggi di posta elettronica noti al top management aziendale; questi dati si sono conosciuti grazie all'esito delle azioni legali condotte contro la Lilly. 
Questi documenti sono stati inviati ad una serie di giornalisti da un avvocato difensore di pazienti che hanno usato il farmaco. La Eli Lilly ha presentato un ordine di protezione per fermare la diffusione di alcuni documenti sullo Zyprexa sostenendo che essi, sono "generalmente non appropriati per il pubblico" chiedendo di restituire i documenti e far rimuovere gli stessi dai siti che li avevano esposti.
Nella sua sentenza definitiva, il giudice Weinstein ha impedito l'ulteriore diffusione dei documenti. 
I rischi per la salute dovuti allo Zyprexa comprendono un aumentato rischio di diabete e obesità per la sua tendenza ad aumentare la glicemia nel sangue. Lo Zyprexa è per la Lilly un grande business, con un fatturato di 4,2 miliardi di dollari nel 2008.
I documenti, dati al New York Times da Jim Gottstein, mostrano che i dirigenti Lilly hanno nascosto importanti informazioni da parte dei medici sui legami tra lo Zyprexa e l'obesità per la sua tendenza ad aumentare la glicemia nel sangue (entrambi noti fattori di rischio per il diabete). Il Times di Londra ha anche ottenuto copie di documenti che riferivano come già nell'ottobre del 1998, la Lilly aveva considerato essere, il rischio di obesità indotta dal farmaco, una "minaccia top" alle vendite Zyprexa. 
In un altro documento, datato 9 ottobre 2000, un pensionato della Lilly prima ricercatore medico, Robert Baker, aveva notato che era "molto colpito dalla grandezza dell'aumento di peso durante il trattamento con olanzapina e le sue implicazioni per la glicemia."
Uno studio ha dimostrato che il 16% dei pazienti trattati con Zyprexa acquista almeno 30 kg (66 libbre) in un anno, e alcuni pazienti hanno riportato un aumento di peso anche maggiore. La Lilly era preoccupata per le vendite di Zyprexa qualora l'azienda fosse stata più esplicita sul fatto che il farmaco può causare aumento di peso ingestibile o il diabete, secondo vari documenti, che coprono il periodo dal 1995 al 2004. Nel 2006, la Lilly ha pagato 700 milioni di dollari per chiudere 18.000 azioni legali da parte di persone che hanno dichiarato di aver sviluppato il diabete o altre malattie dopo l'assunzione di Zyprexa. Altre migliaia di azioni giudiziarie sono ancora in corso.
Nel 2002 le agenzie di regolamentazione britannica e giapponese hanno avvertito che lo Zyprexa può causare il diabete, ma anche dopo che la FDA ha emesso un avvertimento simile nel 2003, Lilly non ha reso pubblici i dati in suo possesso.
Nel gennaio 2009 Eli Lilly è stata condannata per aver violato la legge degli Stati Uniti per la commercializzazione off-label del suo antipsicotico Zyprexa, utilizzato per patologie diverse dalla schizofrenia ai disturbi bipolari, le sole per le quali ha ricevuto l'autorizzazione di trattamento dalla Food and Drug Administration. Per questo fu costretta a pagare 1,42 miliardi di dollari per risolvere le accuse penali e civili oltre ad aver patteggiato il risarcimento per 62 milioni di dollari a 32 stati USA. L'azienda malgrado avesse prove che il farmaco non fosse efficace nelle demenze ha commercializzato e promosso lo stesso nella malattia di Alzheimer. Inoltre il farmaco riporta un'avvertenza di aumento del rischio di morte in soggetti con demenza psicosi correlata.
La Eli Lilly, al fine di compensare i maggiori costi dovuti alle sanzioni pagate e alla riduzione dei dati di vendita di Zyprexa negli Stati Uniti, ha aumentato i prezzi del farmaco in Germania nel maggio 2007 del 18 per cento. Mentre in Canada è stata chiusa una vertenza legale (class action) per lo stesso motivo.